# حسین حاکم
حسین حاکم (عربی: حسين حاكم؛ زاده ۲۶ ژوئن ۱۹۸۴) یک بازیکن فوتبال اهل کویت است.
وی همچنین در تیم ملی فوتبال کویت بازی کرده است.